# Elfenbeinspecht

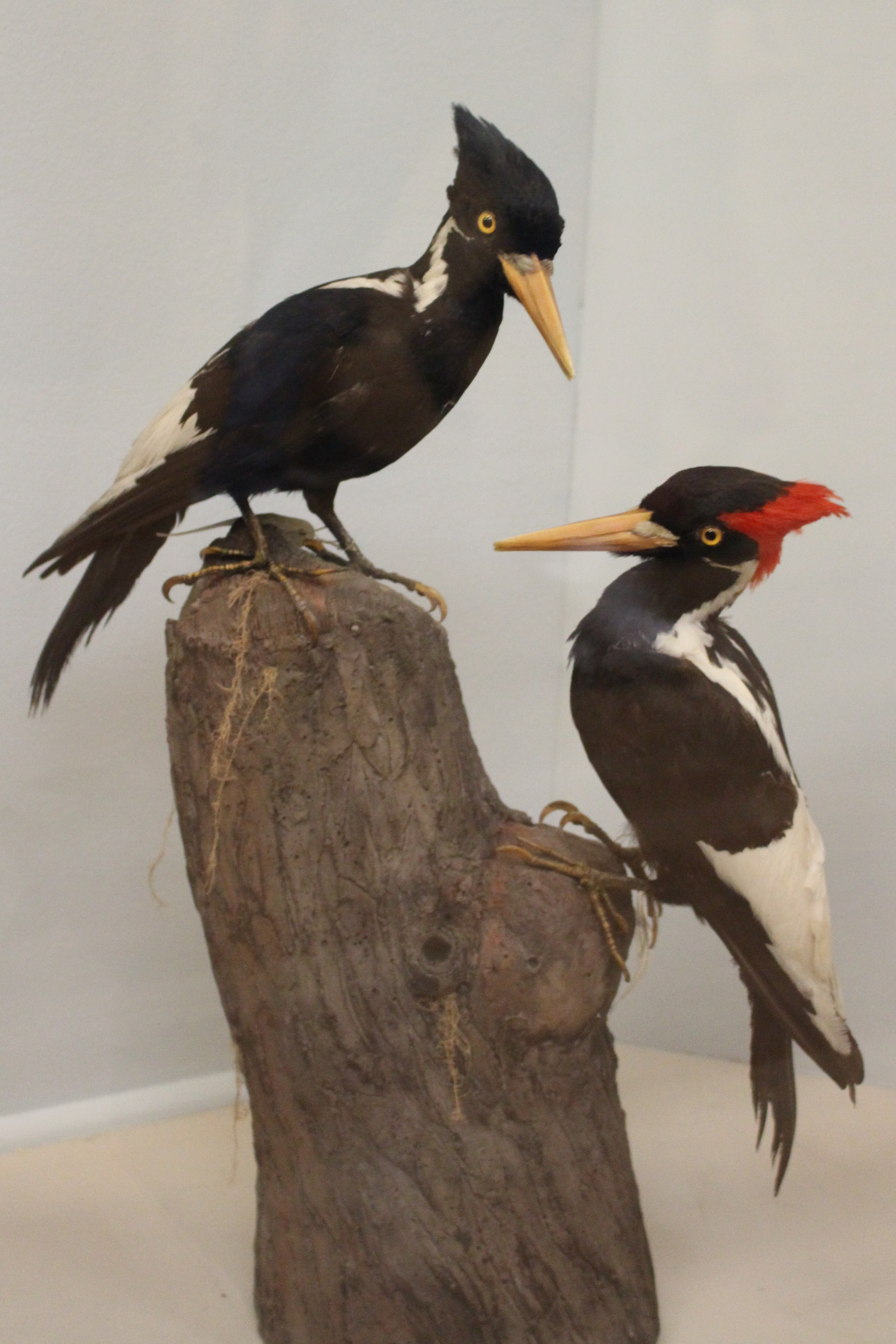
Präparat im Natural History Museum in London

Der Elfenbeinspecht (Campephilus principalis), auch als Herrenspecht bezeichnet, ist der zweitgrößte Specht Nordamerikas. Ihm nahe verwandt ist der etwas größere Kaiserspecht (Campephilus imperialis), der in Hochlandwäldern Mexikos seinen Lebensraum hat. Es wird davon ausgegangen, dass beide Arten in der zweiten Hälfte des 20. Jahrhunderts ausgestorben sind, obwohl immer wieder Sichtungen gemeldet werden, die sich allerdings nie eindeutig verifizieren ließen.

## Merkmale
Der Elfenbeinspecht ist schwarz-weiß-gemustert und hat eine rote, spitze Haube und einen elfenbeinfarbenen Schnabel. Er wird zwischen 48 und 53 cm groß und hat eine Flügelspannweite von etwa 76 cm. Das Gewicht eines Elfenbeinspechts beträgt 450–570 Gramm. Elfenbeinspechte werden etwa 15 Jahre alt. Sein Lebensraum ist vornehmlich das Totholz in Wäldern, oftmals auf sumpfigem Grund. Die Männchen hatten einen roten Schopf am Kopf, während die Weibchen einen schwarzen Schopf hatten.

## Lebensweise
Er hat eine kräftige, trompetende Stimme, die man in einer Entfernung von bis zu einem Kilometer hören kann. Sie ertönt meist am frühen Morgen. Der Elfenbeinspecht ernährt sich von Insekten, vor allem von Borkenkäfern und deren Larven sowie von Obst, Nüssen und Pflanzensamen.

## Fortpflanzung
In der Brutzeit verteidigt das Paar sein Brutrevier von 15 km² oder mehr energisch gegen fremde Artgenossen. Das Nest wird in einem Baumstamm in einer Tiefe von bis zu 1 Meter vom Ausflugsloch angelegt. Der Bau der Nisthöhle nimmt bis zu 2 Wochen in Anspruch, dabei schlagen sie bis zu 18 Zentimeter lange Späne aus dem Stamm heraus. Den Großteil der Arbeiten übernimmt dabei das Weibchen. Das Nest wird von den Vögeln meist über mehrere Jahre verwendet. Die 3–4 weißen Eier legt das Weibchen auf eine Unterlage aus Holzspänen. Am Brutgeschäft sind beide Elterntiere beteiligt, wobei das Weibchen meist die Tagschicht und das Männchen die Nachtschicht übernimmt. Nach etwa 14 Tagen schlüpfen die Jungen. Die Jungen werden mit Insekten und deren Larven gefüttert. Im Alter von 4 Wochen verlassen die Jungen das Nest. Sie werden danach noch 2 weitere Wochen von den Altvögeln versorgt, ehe sie dann ihrer eigenen Wege gehen.

## Bedrohungsgeschichte
Bereits um 1880 war er bedroht und schon um 1920 galt er als ausgestorben, wurde aber 1944 in den Wäldern von Louisiana entlang des Tensas River, einem Seitenflusses des Mississippi, gesichtet, was ihn erstmals zur Lazarus-Art machte. Dies gilt als die letzte sicher belegte Beobachtung in den Vereinigten Staaten. Auf Kuba wurde die Art zuletzt 1987 beobachtet. 1994 wurde er von der World Conservation Union für ausgestorben erklärt. 1998 fand eine Expedition in der Sierra Maestra Hinweise auf eine kleine Population, ohne jedoch direkt Elfenbeinspechte beobachten zu können. 2004 beobachtete ein Kanufahrer in einem Naturschutzgebiet in Arkansas den Vogel angeblich erneut. Beweise für die Existenz mindestens eines Vogels im Cache River National Wildlife Refuge (Arkansas), die Forscher der Cornell-Universität im April 2005 vorlegten, waren in der Fachwelt umstritten. Im Mai 2006 wurde ein Preisgeld von 10.000 US-Dollar für denjenigen ausgesetzt, der einen fotografischen Beweis über die weitere Existenz des Elfenbeinspechtes erbringt. Da bis Mai 2007 weitere Suchen der Cornell University erfolglos blieben, befürchten viele Wissenschaftler, dass der Elfenbeinspecht tatsächlich ausgestorben ist. Am 29. September 2021 schlug der United States Fish and Wildlife Service offiziell vor, den Elfenbeinspecht aus der Liste der bedrohten Arten herauszunehmen, da er ausgestorben sei. 2022 veröffentlichte Steven C. Latta mit seinen Koautoren mehrere Indizien für ein Überleben des Elfenbeinspechts in Louisiana. Aufgrund dieser und anderer Einsprüche wurde die Entscheidung vorerst zurückgezogen und eine Anhörungsphase einberufen. Im Herbst 2023 wurden 21 der 23 vorgeschlagenen Arten für ausgestorben erklärt, der Elfenbeinspecht jedoch (vorerst) nicht.
Bälge und Schaupräparate des Elfenbeinspechts sind in europäischen Einrichtungen selten, finden sich aber beispielsweise im Museum Heineanum in Halberstadt, im Naturhistorischen Museum Wien, im Museum für Naturkunde (Berlin), im Hessischen Landesmuseum Darmstadt und im Überseemuseum Bremen. Überdies befindet sich ein Balg in der naturhistorischen Sammlung in Tübingen.
Hauptgründe für den Rückgang der Art sind die Rodungen der Wälder und die Trockenlegung von Sümpfen in ihrem Lebensraum, früher auch die Jagd.